# Oost-Pakistan
Oost-Pakistan (Bengaals: পূর্ব পাকিস্তান Purbo Pakistan) ontstond naast West-Pakistan na de onafhankelijkheid van Brits-Indië in 1947. De vroegere Britse kolonie werd verdeeld in twee staten: India en Pakistan. Pakistan bestond zelf weer uit twee delen: West-Pakistan (het huidige Pakistan) in het noordwesten, en Oost-Pakistan (tot 1955 'Oost-Bengalen' genoemd) in het noordoosten. Dit werd in 1971 het huidige Bangladesh.

## Onafhankelijkheidsstrijd
Oost-Pakistan werd genegeerd door de centrale regering in West-Pakistan en het gebied werd gedomineerd door West-Pakistani. Dit was aanleiding voor het ontstaan van strubbelingen en leidde tot een onafhankelijkheidsstrijd in 1971. Beginnend op 26 maart sloeg het leger van Pakistan de opstand bloedig neer. Hierbij werden onschuldige burgers in groten getale vermoord. Majoor Ziaur Rahman verklaarde hierop de onafhankelijkheid van Bangladesh. Hij deed deze verklaring op een zelfgemaakte radiozender vanuit de havenstad Chittagong. Deze oproep leidde tot een strijd die aan honderdduizenden Bengali's het leven kostte en het leidde ook tot een vluchtelingenprobleem. India greep hierop in december van dat jaar in met de Indiaas-Pakistaanse Oorlog van 1971 en op 16 december 1971 gaf het Pakistaanse leger zich over en werd Bangladesh onafhankelijk. In 1974 heeft Pakistan dit tijdens de Islamic Summit Conference in Lahore officieel erkend.